# Jardim Afonso de Albuquerque
De Jardim Afonso de Albuquerque is een tuin gelegen op het Praça Afonso de Albuquerque in het district Belém in Lissabon, Portugal. De tuin is vernoemd naar Afonso de Albuquerque, gouverneur van Portugees-Indië. De tuin heeft een oppervlakte van 1,6 hectare. Centraal in de tuin staat een monument met een standbeeld van Afonso de Albuquerque.